# Gechingen
Gechingen település Németországban, azon belül Baden-Württembergben. Lakosainak száma 3766 fő (2023. december 31.). Gechingen Calw, Althengstett, Ostelsheim, Grafenau, Aidlingen és Wildberg községekkel határos.

## Népesség
A település népessége az elmúlt években az alábbi módon változott:
| Lakosok száma | 1245 | 2145 | 2737 | 3130 | 3341 | 3713 | 3923 | 3870 | 3581 | 3766 |
|               | 1961 | 1967 | 1974 | 1980 | 1987 | 1993 | 2000 | 2006 | 2013 | 2023 |